# Католицизм в Греции
Католицизм в Греции или Католическая церковь в Греции является частью всемирной Католической церкви. Численность католиков в Греции составляет около 200 тысяч человек, большинство из которых являются иммигрантами из стран Восточной Европы (особенно из Польши), Западной Европы и Филиппин. Католицизм в Греции представлен верующими Римско-Католической, Греческой и Армянской католических церквей. Около 50 тысяч греков принадлежат к Римско-Католической церкви. Греческая католическая церковь насчитывает около 5 тысяч верующих. В общину Армянской католической церкви входят несколько сотен прихожан. Большинство католиков проживают в Афинах и других крупных греческих городах. Греки-католики проживают также на островах архипелага Киклады, островах Сирос и Тинос, где существуют селения, большинство жителей которых являются католиками.

## История
До разделения церкви в 1054 году в Греции существовали структуры Западной церкви латинского обряда. С V века латинский архиепископ Фессалоник возглавлял Иллирийский викариат Римской церкви. До 1054 года в Греции между общинами латинского и византийского обряда существовало взаимное признание.
После разделения церквей в 1054 году между этими общинами произошёл раскол. После церковного раскола и  завоевания Греции Османской империей  греков-католиков стали называть «Франками» (греч. Φράγκοι). Это наименование местных католиков произошло от латинской веры, которую исповедовали Франки. Православные греки, отличая себя от франков, называли себя «Ромеями» (греч. Ρωμαιοι), самоидентифицируясь  с Византийской империей, которая считала себя преемницей Римской империей.
После IV Крестового похода в 1204 году в Константинополе была учреждена резиденция латинского патриарха с подчинёнными ему 12 епархиями. В 1205 году Римский папа Иннокентий III учредил в Афинах латинскую архиепархию. В это же время были учреждены другие латинские церковные структуры. В Греции также действовали  различные западные монашеские ордена.
После завоевания Византии Османской империей в 1453 году в Греции деятельность латинских структур постепенно прекратилась и епархии латинского обряда стали титулярными. В то же время до XVIII века в Греции существовали многочисленные венецианские колонии, которые обладали значительной свободой.
В 1830 году в Греции началось постепенное восстановление латинских церковных структур. В этом году Римский папа Григорий XVI учредил первую церковную структуру для католиков латинского обряда, которая называлась апостольской делегатурой.  В 1834 году епископ Блансис был назначен апостольским делегатом и Святой Престол поручил ему попечение над латинскими католиками, проживающими в Греции. 23 июля 1875 года Римский папа Пий IX учредил архиепархию Афин и Пелопоннеса.
В 1856 году в Константинополе образовалась община греков-католиков восточного обряда, которая стала основой Греческой католической церкви.
В 1979 году Святой Престол установил дипломатические отношения с Грецией.

## Структура
В Греции действуют 4 архиепархии, 4 епархии и 1 апостольский викариат латинского обряда, Апостольский экзархат византийского обряда и ординариат Армянской католической церкви. Руководящим органом католической церкви в Греции является Конференция католических епископов Греции.

### Римско-Католическая церковь
- Афинская архиепархия;
- Архиепархия Корфу, Занте и Кефалинии;
- Архиепархия Наксоса, Андроса, Тиноса и Миконоса;
  - Епархия Крита;
  - Епархия Санторини;
  - Епархия Сироса и Милоса;
  - Епархия Хиоса;
- Архиепархия Родоса;
- Апостольский викариат Фессалоник.

### Греческая католическая церковь
- Апостольский экзархат Греции.

### Армянская католическая церковь
- Ординариат Греции.